# 宮田俊哉
宮田俊哉（日语：／ Miyata Toshiya，1988年9月14日—），日本男藝人。星達拓娛樂（原傑尼斯事務所）旗下偶像團體Kis-My-Ft2成員。2001年2月4日入社，與同團的橫尾涉及二階堂高嗣同期，也同時作為Kis-My-Ft2的特別組合舞祭組活動。
著名的演藝圈宅。

## 簡歷
- 2002年秋天,田組結成。
- 2003年加入嵐組。
- 2005年加入A.B.C.Jr.，同年7月，Kis-My-Ft 2結成
- 2011年Kis-My-Ftに逢えるde Show vol.3，國立代代木第一體育館上的公演宣佈CD出道。

## 曾經參加的團體
- A.B.C.Jr. ( A.B.C-Z 前身)
- Kis-My-Ft2
- 舞祭組

## 演出
團體演出請參照Kis-My-Ft2及舞祭組的內容

### 電視劇
- 私立馬鹿蘭高校 （2012年4月14日 - 6月30日、日本電視台）- 古葉純一
- 世界奇妙物語 2013年 秋之特別編「0.03幀的女人」（2013年10月12日、富士電視台） - 刈谷智
- 帶子信兵衛（2015年11月13日 - 12月18日、NHK BS Premium） - 榎戶誠三郎
  - 帶子信兵衛2（2016年11月11日 - 12月23日、NHK BS Premium） - 榎戶誠三郎
- 週一Golden「檢察事務官 黑百合」（2016年2月22日、TBS） - 宗像直樹
- 週一Golden「民營科搜研 桐野真衣的凶案鑒定」（2016年3月14日、TBS） - 朝倉健太
- ○○人的末路 (2018年4月23日、日本電視台） - 真野葉
- 安寧時光~道（2019年4月8日 - 2020年3月27日、朝日電視台） - 根来公次
- 盛夏的少年～19452020 最終話（2020年9月18日、朝日電視台）
- BE LOVE（2020年10月16日、dTV） - 宮田俊哉
- 華麗一族（2021年4月18日 - 7月4日、WOWOW） - 細川一也
- Dr. White（2022年1月17日 - 3月21日、富士電視台） - 奧村淳平
- NICE FLIGHT! 最終話（2022年9月9日、朝日電視台）- 榎本遼

### 電影
- 劇場版 私立馬鹿蘭高校（2012年10月13日）- 古葉純一

### 電視動畫
- Delicious Party ♡ 光之美少女（2022年） 配 菓彩優杏、菓彩光城（一人分飾兩角）
- BanG Dream! It's MyGO!!!!!（2023年） 配 高松由司[1]
- 卡片戰鬥!! 先導者 Divinez（2024年） 配 明導明那（主演）[2]
- 金肉人 完美超人始祖篇（2024年） 配 黑洞[3]
- 被逐出隊伍的治癒師，其實是最強（2024年） 配 哈札姆[4]
- 我是星際國家的惡德領主！（2025年） 配 前世的我[5]
- 公爵千金的家庭教師（2025年） 配 傑勒德·威茵萊特[6]

### 動畫電影
- 劇場版 BEM ～BECOME HUMAN～（2020年） 配 伯吉斯
- 擊浪青春（2024年） 配 實況學生[7]
- 電影版 學姊是男孩 雨過天晴（2025年） 配 本鄉博[8]
- 電影 小鯊鯊出門去 都會的朋友（2025年） 配 上班族哥哥[9]

### 廣告
- LINE「LINE PokoPoko」（2016年） - 與同團的玉森裕太共演

### 節目
- 少年倶楽部
- 百識王
- 秒速脱落サバイバルSECOND（2022年6月19日 、日本電視台）

### 演唱會
- 2006年　Johnny's Jr.的大冒険
- 2006年　you達の音楽大運動会
- 2007年　2007 謹賀新年 新年快樂 Johnny's Jr.大集合
- 2007年　Johnny's Jr.的大冒険!
- 2008年　SUMMARY 2008
- 2008年　内博貴 年末年始 Rock的朋友們大集合!
- 2009年　UCHI博貴 内HIROCKY
- 2010年　KAT-TUN WORLD BIG TOUR
- 2011年 Summary in Dome

### 舞台劇
- DREAM BOYS（2004年、帝國劇場）
- 滝沢演舞城（2006年、新橋演舞場）
- DREAM BOYS（2006年、帝國劇場）
- One! -the history of Tackey（2006年、日生劇場）
- DREAM BOYS（2007年、帝國劇場）
- World'sWing翼Premium2007（2007年、日生劇場）
- DREAM BOYS（2008年、帝國劇場）
- 新春 滝沢革命（2009年、帝國劇場）
- PLAYZONE '09（2009年、青山劇場）
- 新春 滝沢革命（2010年、帝國劇場）
- 新春 人生革命（2010年、帝國劇場）
- 少年たち〜格子無き牢獄〜（2010年、日生劇場）

飾演會用電腦的專家,在演出裡亦有穿上宮Tee，在出獄10年後成為了天文學家,希望可以娶玉森的妹妹為妻)
- 滝沢歌舞伎（2011年、日生劇場）
- 原來是美男（2011年、赤坂藝術劇院、神奈川藝術劇場、森之宮piloti大廳、Canal City劇場） 飾 本郷勇氣
- 傑尼斯銀座 You的之前是Me!（2012年、Theatre Creation）
- DREAM BOYS（2012年、帝國劇場）
- Kifushamu國的冒險（2013年5月18日 - 6月11日、紀伊國屋Hall·6月15日 - 16日、CANAL CITY劇場·6月22日 - 23日、森之宮Piloti Hall）
- DREAM BOYS JET（2013年、帝國劇場）
- DREAM BOYS（2014年、帝國劇場）
- DREAM BOYS（2015年9月3日 - 9月30日、帝國劇場）
- DREAM BOYS（2016年9月3日 - 9月30日、帝國劇場）
- 〇〇な人の末路〜僕たちの選んだ✕✕な選択〜」（2020年2月9日-3月15日、東京環球劇場）

### SOLO曲
- ヲタクだったってIt’s Alright!（我是宅男It’s Alright!）

作詞、作曲：前山田健一
收錄於Kis-My-Ft2第五張大碟「I SCREAM」完全生産限定 4cups盤
- 男と女のシネマ（男與女的電影院） -『Sha la la☆Summer Time ＜初回生産限定盤A＞ 』に収録されている『スナック SHOW和』の中の一曲。
- 「Nemophila」feat. 一之瀨時也 (ST☆RISH)

作詞：宮田俊哉/一之瀨時也 作曲：上松範康
為慶祝出道10週年的Kis-My-Ft2，在5月14日〜16日舉行線上演出的「Kis-My-Ft2 LIVE TOUR 2021 HOME」特別製作的SOLO歌曲！
以傑尼斯動漫迷身份出名的宮田不負眾望，與超人氣遊戲/動畫作品「歌之☆王子殿下♪」的角色「一之瀨時也」完成了跨次元合作！

#### CD未收錄作品
- ビューティフルデイズ（Beautiful Days）<JASRAC作品No：196-2563-4>

作詞 : 宮田俊哉、作曲：ROCK STONE
於2013年至2016年的舞台劇DREAM BOYS上初次表演的歌曲
- ヲタクだったってIt's Alright! ～外伝～（我是宅男It’s Alright!～外傳～）

作詞、作曲：前山田健一
此曲為Kis-My-Ft2第六張大碟「MUSIC COLOSSEUM」初回生産限定盤B SPECIAL MOVIE「ボクらのミュージックコロシアム（我們的MUSIC COLOSSEUM）」的插入歌。與「I SCREAM」版本的歌詞內容有不同之處。

## 外部連結
- 宮田俊哉的新浪微博
- 宮田俊哉的X（前Twitter）（日語）
- 宮田俊哉的Instagram帳戶（日語）